# Karl Gideon Gössele
Karl Gideon Gössele, ursprünglich Karl Giselher Gössele, (* 27. Februar 1902 in Cannstatt; † 11. Dezember 1996 in Wolfurt in Vorarlberg) war ein deutscher sowie österreichischer Schriftsteller und österreichischer Rundfunkredakteur.

## Leben
Gössele wuchs in Heidenheim/Brenz auf. Nach dem Tod des Vaters 1915 musste er das Gymnasium verlassen. Er absolvierte eine Feinmechanikerlehre in Pforzheim. Anschließend arbeitete er in der Landwirtschaft, als Leder- und Bergarbeiter sowie als Märchenerzähler. Im Landerziehungsheim Dürerschule Hochwaldhausen legte er nachträglich das Abitur ab und begann ein Studium der Kunst- und Literaturgeschichte.
Gössele trat 1920 in die SPD ein und heiratete 1924. Mit seiner Frau Susanne hatte er sechs Kinder. Das Studium musste er aus finanziellen Gründen abbrechen. Den Lebensunterhalt für seine Familie verdiente er in dieser Zeit als Buchhändler in Stuttgart, Hamburg, Kiel, als Dramaturg in Kattowitz, Breslau, Berlin und als Journalist und Kolumnist in Kiel, Hamburg beim Hamburgischer Correspondent und in Berlin beim Vorwärts und der Vossischen Zeitung.
1934 erfolgte ein Berufsverbot „wegen politischer Unzuverlässigkeit“ und mehrere Verhaftungen. Ein Auswanderungsversuch in die Schweiz scheiterte an der Weigerung der Schweiz, die Kinder aufzunehmen. Gössele fand mit seiner Familie Unterschlupf auf dem Gelände von Schloss Achberg. 1937 übersiedelte er nach Stuttgart und arbeitete beim Kohlhammer Verlag. Dort wurden in den Jahren 1939 bis 1944 mehrere Erzählungen unter dem Namen Karl Giselher Gössele veröffentlicht. Jedoch kam es wieder zu einem Berufsverbot und Verhaftungen.
Von 1939 bis 1945 war Gössele Frontsoldat. Mithilfe jüdischer Freunde in Praschnitz organisierte er Lebensmitteltransporte ins Warschauer Ghetto, die er selbst mit einem LKW seiner Einheit über Monate hinweg durchführte. Dabei wurde er von seinem Dienstvorgesetzten Richard Sander gedeckt.
1948 erschien Gösseles Roman Das gelobte Land. Ab jetzt nahm er den Schriftstellernamen Karl Gideon Gössele an. Von 1948 bis 1952 machte Gössele als freier Journalist eine ständige Wochenkolumne unter dem Titel Der Mensch und seine innere Welt im St.Galler Tagblatt, im Reutlinger Generalanzeiger sowie 11 anderen Zeitungen.
1952 übersiedelte Glössele nach Österreich und arbeitete als Journalist und Theaterkritiker. Seit 1954 als freier Mitarbeiter beim Österreichischen Rundfunk wurde er später dort angestellt. Er wurde Mitglied der SPÖ und war Vorsitzender der Sektion Rundfunk und Fernsehen des Österreichischen Gewerkschaftsbundes. Für diese Tätigkeit wurde er ihm 1973 das Goldene Ehrenzeichen für Verdienste um die Republik Österreich verliehen. 1984 erhielt er das Österreichische Ehrenkreuz für Wissenschaft und Kunst.
Erst ab 1972 erschienen weitere literarische Veröffentlichungen.
Nach seiner Pensionierung 1972 unternahm Gössele mehrere Vortragsreisen durch die USA. 1977 wurde ihm ehrenhalber der Professorentitel verliehen. Er lebte in seiner Wahlheimat Vorarlberg. Gösseles literarischer Nachlass wurde von den Erben dem Bregenzer Franz-Michael-Felder-Archiv übergeben.

## Literarisches Schaffen
Gössele war offenbar mit Hermann Hesse befreundet und nannte diesen in einem Interview als wichtigen literarischen Einfluss. Bei derselben Gelegenheit sagte er: „In meinen Büchern will ich aufzeigen, dass in einer düsteren Welt das Leben nicht sinn- und hoffnungslos ist. Die Hauptfragen sind: Was ist der Sinn meines Lebens?, Was ist meine Aufgabe?. - Es lohnt sich zu leben, über die Natur hinauszuwachsen und in schöpferische Bereiche vorzudringen,.“

### Das gelobte Land
Ein poetisch und spirituell dichter Entwicklungsroman um einen Jungen aus schwierigen Sozialisationsbedingungen. Der Weg ins „gelobte Land“ eines menschenwürdigen Lebens orientiert sich für Josua auch schlimmsten sozialen Erfahrungen gegenüber an individuell erfahrener Wahrheit und mitmenschlicher Achtsamkeit. Möglicherweise Gösseles bedeutendste Arbeit.

### Die Balzar Story
Es wird der Lebensweg eines jüdischen Mädchens geschildert, das in einem polnischen Landstädtchen aufwächst und während der Hitler-Invasion Freunde und Eltern verliert und vergewaltigt wird. Dieser Vergewaltigung entstammt eine Tochter, deren Vorhandensein in der Mutter einen tragischen Konflikt auslöst: Die ursprüngliche Mutterliebe kollidiert mit der Erinnerung an den Vergewaltiger, dem das Mädchen ähnlich sieht. Die Tochter wird Konzertpianistin. Bei einem Konzert, das die Mutter nach anfänglichem Widerstreben besucht, löst sich die traumatische Verhärtung.

### Der Fall Giliberti
Es geht um einen jungen Mann, der aufgrund eines Indizienbeweises wegen Mordes, an dem er jedoch unschuldig ist, verurteilt wurde. Nach seiner Entlassung hat er nur noch das Bestreben, den eigentlichen Täter zu finden. Nach Irrfahrten quer durch Europa steht er einem von seinem schlechten Gewissen gepeinigten alten Mann gegenüber. Das Buch ist dem Gedenken an den Strafrechtsreformer Gustav Radbruch gewidmet.

### Und das Licht leuchtete in der Finsternis
Dieses Alterswerk schildert das Schicksal einer Familie in den Jahren 1920–1950. Es orientiert sich autobiografischen Momenten und ist Hermann Gmeiner gewidmet.

## Werke (Auswahl)
- Das gelobte Land (Hamburg 1948)
- Mary Read – Ein abenteuerliches Leben (Heidenheim/Brenz 1952), Neuauflage unter dem Titel: Auf dem Schindanger von Providence – Lebensbild Mary Reads, Überlieferungen nacherzählt (Wien 1982)
- Die Balzar-Story (Wien 1975)
- Der Fall Giliberti (Wien 1977)
- Und das Licht leuchtete in der Finsternis (Wien 1983)